# Jakob Sveistrup
 Der er for få eller ingen kildehenvisninger i denne artikel, hvilket er et problem. Du kan hjælpe ved at angive troværdige kilder til de påstande, som fremføres i artiklen.

Jakob Sveistrup (født 8. marts 1972 i Hjallese) er en dansk sanger og uddannet lærer. Jakob har undervist i musik på Marslev skole og H.C. Andersen Skolen.
I sine unge dage optrådte Sveistrup på de fynske musicalscener, Frøbjerg Festspil og Nyborg Voldspil. I 2000 blev han landskendt i forbindelse med sin deltagelse i DR1's sangkonkurrence Stjerne for en aften, hvor han blev nummer fire med sangen "True to Your Heart".
Det er en udbredt misforståelse blandt mange, at Jakob ligesom mange andre "tv nykendte" gik lige fra "sang i brusekabinen" til at være en "rigtig" sanger. Jakob spillede i mange år inden sin tv debut i diverse bands fra det Odenseanske musikmiljø. Bl.a. "Crew", "Kingsunderwear" og "CopyCats.dk". Sidstnævnte band fulgte med Jakob som "Jakob Sveistrup Band" efter at Jakob indstillede jobbet som skolelærer og blev pladeaktuel musiker.
I februar 2005 vandt han Dansk Melodi Grand Prix med sangen "Tænder på dig". Sangen blev fremført på engelsk ved semifinalen i EBU's Eurovision Song Contest i Kyiv, Ukraine, den 19. maj 2005 med titlen "Talking to You" og blev placeret som nummer ti i finalen den 21. maj. Hermed blev Danmark automatisk sikret en plads i finalen i Grækenland i 2006. Senere i 2005 deltog Jakob Sveistrup i Congratulations.
I 2006 udgav han sit andet album Fragments. Jakob er i øjeblikket i gang med indspille sit første album, hvor alle sangene bliver fremført på dansk. Første single fra dette kommende album bliver tilgængelig i juli. Titlen er "Hvem er venner" og er skrevet af Hans Henrik Koltze, Magnus Fynemyr og Lasse Lindorff – der bl.a hver for sig har stået bag hits til Sneakers, Lis Sørensen, Martin fra X-Factor og Sanne Salomonsen. Singlen er produceret af svenske 12 Bit (Magnus Funemyr & Emil Gotthard).
I 2008 Blev han ramt af finanskrisen og blev fritstillet af sit pladeselskab midt i tilblivelsen af hans 3. album. Dette blev af samme grund aldrig udgivet. Enkelte sange fra det ufærdige album blev dog frigivet som singler, men fik ikke den store opmærksomhed.
I Januar 2015 indledte han et samarbejde med Lars Rahbek Andresen, der skulle resultere i albummet, der fik navnet "All In/All Out". Titlen refererer til Jakobs fuldstændige satsning omkring dette projekt. Han har skrevet og komponeret alle sange, finansierer og udgiver selv og står derudover for hele promoveringen. Albummet udkom i Marts 2016 og fik en flot modtagelse. Singlerne "Damn Good Day", Make Me An Offer" og Accompany Me" bliver spillet på P4 og P5 og har resulteret i en optræden i Go' Morgen Danmark tirsdag d.12/4-2016. Som følge af "All In/All Out"'s gode modtagelse er Jakobs kalender ved at blive fyldt godt op og han skal derfor, sammen med sit band, rundt i Danmark i hele 2016 og spille den nye lyd. Bandet består af Lars Rahbek Andresen, Dennis Flacheberg, Casper Bak Poulsen og Johannes Gissel. Med på kor er desuden Anna Hansen og Rikke Hvidbjerg.
I maj 2018 udkom 'Sveistrups' fjerde, engelsksprogede album, der har internationalt tilsnit og viser ham som en moden sangskriver og sanger, der fremstår stilsikker og helt bevidst om sine virkemidler.

## Baggrund og privatliv
Sveistrup blev student fra Tornbjerg Gymnasium i (1990)1991.

## Diskografi

### Album
- 2005 – Jakob Sveistrup
- 2006 – Fragments
- 2016 – All In/All Out
- 2018 – In Your Face

### Singler
- 2005 – Talking to You
- 2006 – Could Have Sworn
- 2006 – Book of love
- 2008 – Hvem er venner
- 2013 - Hold godt fast
- 2015 - Damn Good Day
- 2016 - Make Me An Offer
- 2016 - Accompany Me